# Come perdere una moglie... e trovare un'amante
Come perdere una moglie... e trovare un'amante è un film del 1978 diretto da Pasquale Festa Campanile.

## Trama
Il dottor Castelli è un dirigente della ditta romana "Eurolat" che, rientrato a casa in anticipo a causa d'un incidente automobilistico con Eleonora Rubens, giovane olandese tradita dal marito, sorprende la moglie americana in intimità con l'idraulico. Abbattuto per il tradimento, Castelli si sottopone alle cure dello psicanalista dottor Rossini, che gli prescrive un periodo di riposo in montagna in Val Malenco, presso la baita dei coniugi Anselmo e Anita. Lo stesso psicanalista invia anche Eleonora nello stesso luogo. I due cuori solitari sono destinati a incontrarsi ma dopo numerosi equivoci: infatti Alberto, prima di trovare la strada del letto di Eleonora, troverà involontariamente quello di Marisa, andata a trovare Eleonora, e rimasta a dormire nella camera dell'amica, poi s'accoppierà di nuovo per equivoco con la padrona di casa. Un incidente sciistico unirà Alberto ed Eleonora in un gelido pagliaio, da dove i soccorritori li trasporteranno in ospedale per un matrimonio in articulo mortis che i due, una volta tornati a Roma, accetteranno entusiasti.

## Colonna sonora
La musica dei titoli di testa del film è la canzone Golosona, cantata da Johnny Dorelli e contenuta nell'album Giorgio e nel singolo Golosona/Cenerentola di mare, entrambi pubblicati nel 1978.